# Tự do tư tưởng
Tự do tư tưởng hay còn gọi là tự do có ý kiến là một trong những quyền tự do chính trị của mỗi cá nhân có quyền suy nghĩ và giữ ý kiến, quan điểm hay ý nghĩ của mình độc lập với quan điểm của những người khác. Thường thì những quan điểm đó trái với quan điểm của đa số tại thời điểm có ý kiến. Quyền tự do này có liên hệ chặt chẽ với khái niệm tự do ngôn luận.

## Giải thích
Từ chối quyền tự do tư tưởng của một người là từ chối quyền tự do căn bản nhất của con người, quyền suy nghĩ về chính bản thân họ.
Đây là quyền tự do quan trọng được nêu trong luật nhân quyền của Liên hiệp quốc. Ở Điều 18 của Tuyên ngôn Quốc tế Nhân quyền (UNDP) nêu rõ:
Mọi người đều có quyền tự do tư tưởng, ý thức về đạo đức và tôn giáo; quyền này cũng bao gồm quyền thay đổi niềm tin hay tôn giáo, cho dù một mình hay trong cộng đồng và ở nơi riêng tư hay chốn công cộng, để bày tỏ niềm tin hay tôn giáo của mình khi giáo huấn, thực hành, thờ cúng và làm lễ."
Hội đồng Nhân quyền của Liên hiệp Quốc cũng nêu rõ rằng Điều 18 là điều khoản bắt buộc đối với các thành viên Liên hiệp Quốc:
"phân biệt tự do tư tưởng, ý thức về đạo đức, tôn giáo hay niềm tin với quyền tự do biểu thị tôn giáo hay niềm tin. Không cho phép bất cứ hạn chế nào về tự do tư tưởng, ý thức đạo đức hay tự do theo một tôn giáo hay niềm tin nào. Những quyền tự do này được bảo vệ vô điều kiện."
Tương tự, Điều 19 của UNDP cũng bảo đảm rằng " Mọi người đều có quyền tự do biểu thị ý kiến và tự do ngôn luận của mình; quyền này bao gồm tự do giữ quan điểm của minh mà không bị quấy rầy..."

### Kiểm duyệt Internet và tự do tư tưởng
Một số nước như Iran, Ả Rập Xê Út, Ai Cập, Trung Quốc thường tìm cách kiểm duyệt thông tin trên mạng Internet. Tháng 10 năm 2006, giới chức Iran đã ra lệnh cho các nhà cung cấp dịch vụ internet giảm tốc độ truy cập của các máy tính cá nhân và các quán cafe internet.